# Someone to Watch Over Me (Lied)

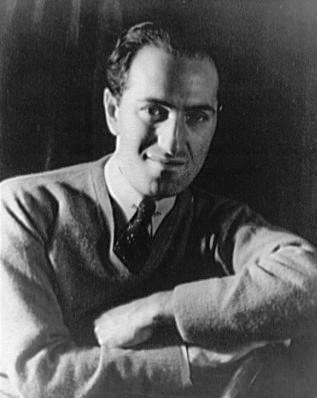
George Gershwin (1937)

Someone to Watch Over Me ist ein Song aus dem Musical Oh, Kay! (1926). Er wurde von George Gershwin komponiert. Der Liedtext stammt von seinem Bruder Ira Gershwin. Zum ersten Mal gesungen wurde der Song im Musical von Gertrude Lawrence. Der Song wurde seit seinem Debüt von zahllosen Künstlern verschiedener Musikstile interpretiert und hat sich zu einem Jazzstandard und einem Schlüsselwerk im Great American Songbook entwickelt.

## Hintergrund
Gershwin hatte den Song ursprünglich als eine Up-tempo-Jazzmelodie geschrieben, experimentierte aber auch mit langsameren Versionen. Sein Bruder Ira erkannte das Potential des Liedes und schlug vor eine warmherzige und sanfte Ballade daraus zu machen, was George Gershin dann auch erfolgreich umsetzte.

Gertrude Lawrence, die britisch-dänische Film- und Broadway-Schauspielerin, stellte den Song erstmals am 18. Oktober 1926 in der Vorpremiere des Musicals Oh Kay! in Philadelphia vor. Eine weitere Vorpremiere gab es in Newark, New Jersey.

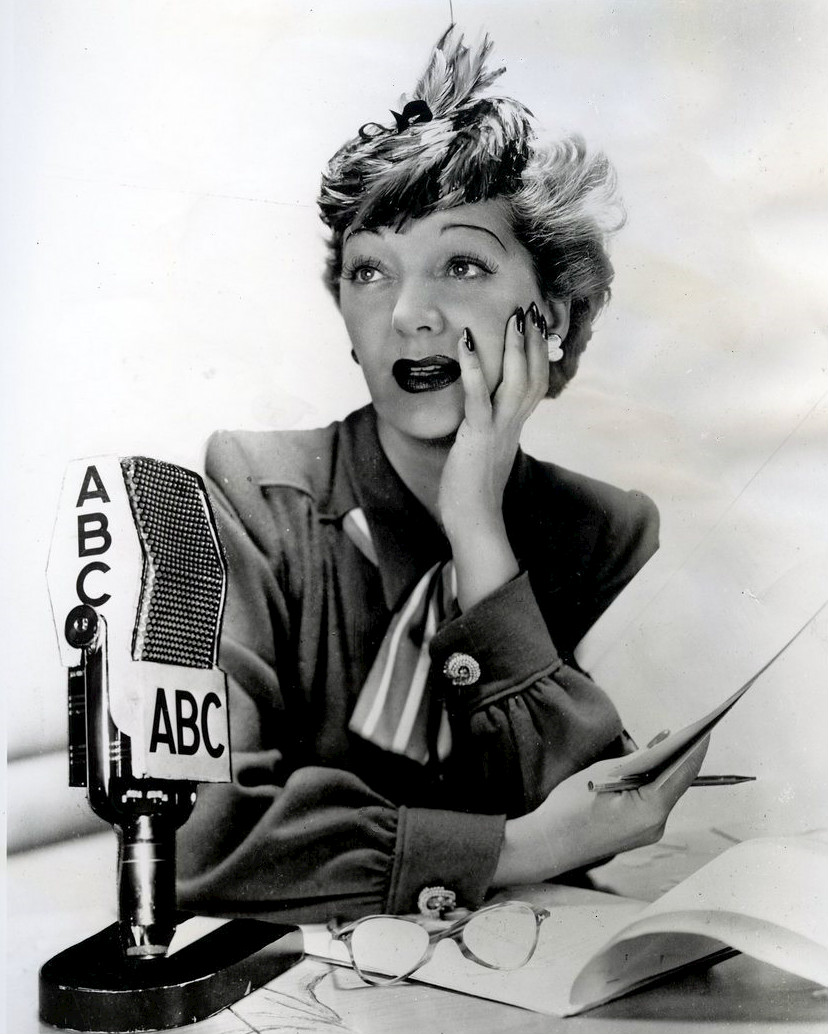
Gertrude Lawrence (1947)

Am 8. November 1926 fand die offizielle Premiere des Musicals im Imperial Theatre in Manhattan, New York City, statt. Weitere Songs im Musical waren: The Woman’s Touch, Don’t Ask!, Dear Little Girl, Maybe, Clap Yo’ Hands, Do, Do, Do, Bride and Groom, Fidgety Feet, Heaven on Earth und der Titelsong des Musicals.
Das Musical war am Broadway mit 256 Aufführungen sehr erfolgreich, und bereits ab 21. September 1927 wurde es auch in London in Her Majesty’s Theatre aufgeführt, ebenfalls mit Gertrude Lawrence in der Hauptrolle. Der Erfolg des Musicals zeigte sich an den Wiederaufnahmen in den USA 1960 und 1990.
Someone to Watch over Me war 1927 gleich drei Mal in unterschiedlichen Versionen in den Hitparaden. Den Anfang machte die Aufnahme von Gertrude Lawrence begleitet von Tom Waring am Piano, die am 29. Oktober 1926 aufgenommen worden war und im Januar 1927 veröffentlicht wurde. Die Version war ab Februar 1927 elf Wochen lang in den Charts und erreichte zeitweise sogar Platz 2. Schon im März 1927 nahmen George Olsen and His Orchestra gemeinsam mit den Sängern Fran Frey, Bob Borger und Bob Rice eine Upbeat-Version des Songs auf und brachten es auf Platz 3 der Charts. Und die Version von George Gershwin – ebenfalls im März 1927 aufgenommen – erreichte Platz 17.

## Entwicklung zum Jazzstandard

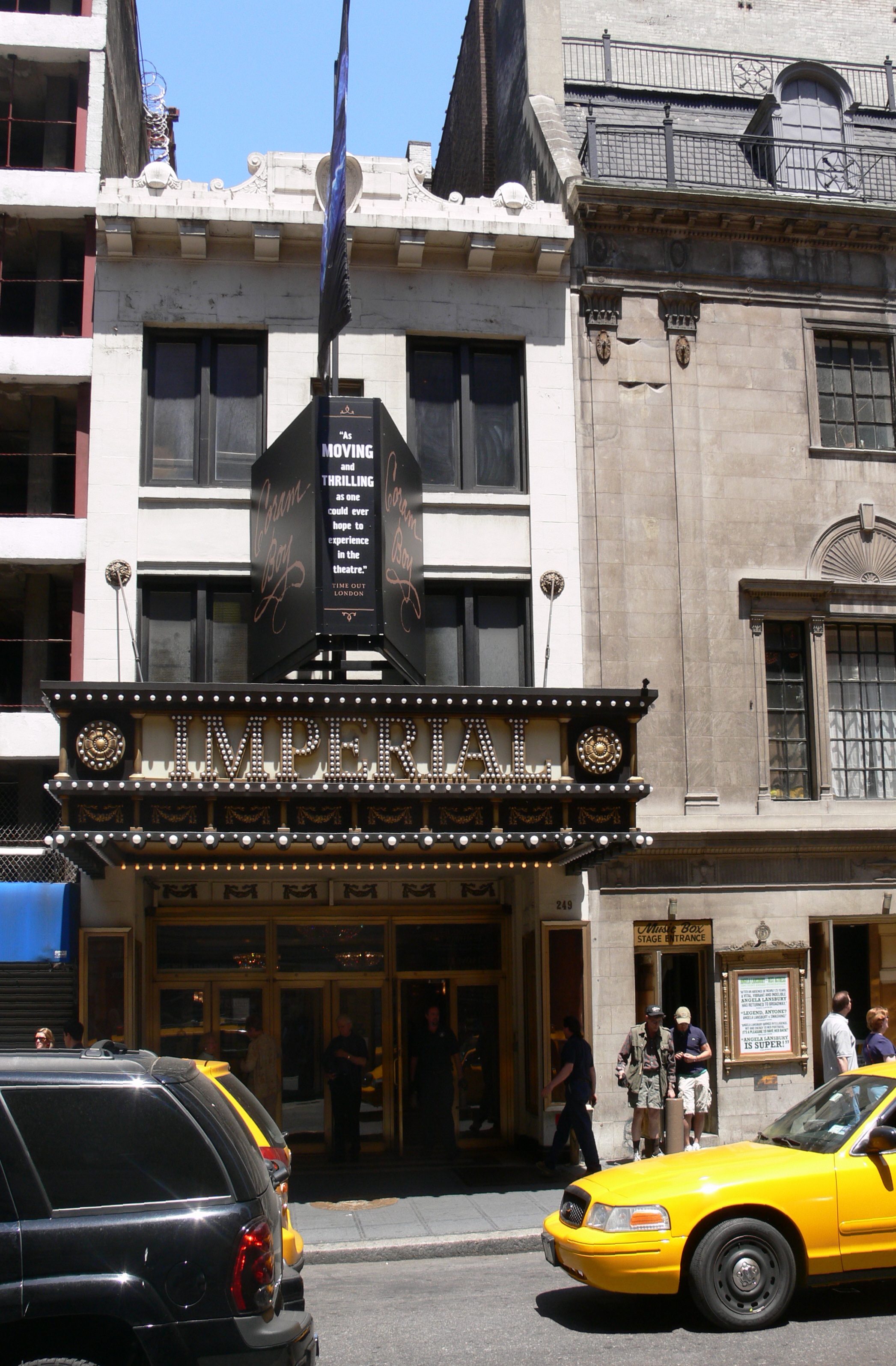
Imperial Theatre, Manhattan, New York City

Die Entwicklung des Songs zum Jazzstandard startete Ende der 1930er Jahre. Die US-amerikanische Jazzsängerin Lee Wiley nahm 1939 ein Album mit allen Liedern von George Gershwin auf und wurde dabei von unterschiedlichen Jazzmusikern auf deren Instrumenten begleitet. Beim Song Someone to Watch over Me war es Fats Waller, der sie auf der Orgel begleitete. Mitte der 1940er Jahre nahm die Interpretation des Songs durch Jazzmusiker dann richtig Fahrt auf. So erschienen beispielsweise Aufnahmen des Songs von Billy Butterfield (1944), von Eddie Condon (1944), von Coleman Hawkins (1945), Ike Quebec (1946), Frank Sinatra (1946), Eroll Garner (1949), Art Tatum (1949) und Ella Fitzgerald (1950). Seit Mitte der 1950er Jahre verging kein Jahr, in dem nicht mindestens eine Version des Songs von den unterschiedlichsten Jazzmusikern (aber auch Musikern anderer Musikstile) interpretiert und veröffentlicht wurde. Eine Suche nach dem Song in der Musikdatenbank von Allmusic listet mehr als 1000 Versionen des Songs.

## Versionen des Songs

### Originalversion
| Jahr der Aufnahme | Künstler                         | Album / Single |
| ----------------- | -------------------------------- | -------------- |
| 1926              | George Gershwin                  | Single         |
| 1927              | Gertrude Lawrence mit Tom Waring | Single         |

### Auswahl an Coverversionen
Eine Suche nach dem Song in der Musikdatenbank von SecondHandSongs listet 350 Versionen des Songs, Allmusic kennt fast mehr als 1000 Versionen und bei Discogs sind es fast 600 Versionen. Eine kleine Auswahl der verfügbaren Versionen auf Basis der genannten Musikdatenbanken wird in den beiden folgenden Tabellen ausgewiesen:

#### Vocal
| Jahr der Aufnahme | Künstler                                                          | Album / Single                                                      |
| ----------------- | ----------------------------------------------------------------- | ------------------------------------------------------------------- |
| 1940              | Lee Wiley mit Fats Waller                                         | Eight Show Tunes from Scores by George Gershwin                     |
| 1946              | Frank Sinatra                                                     | The Voice of Frank Sinatra                                          |
| 1951              | Ella Fitzgerald                                                   | Ella Sings Gershwin                                                 |
| 1955              | Chet Baker, Bud Shank, Russ Freeman                               | Chet Baker Sings and Plays With Bud Shank, Russ Freeman and Strings |
| 1956              | The Platters                                                      | The Platters                                                        |
| 1957              | Sarah Vaughan                                                     | Sarah Vaughan Sings George Gershwin                                 |
| 1957              | Sammy Davis, Jr.                                                  | It's All Over but the Swingin'                                      |
| 1958              | Della Reese                                                       | A Date With Della Reese at Mr. Kelly's in Chicago                   |
| 1959              | Marge Dodson                                                      | In the Still of the Night                                           |
| 1959              | Pearl Bailey                                                      | Pearl Bailey Sings Porgy & Bess and Other Gershwin Melodies         |
| 1959              | Blossom Dearie                                                    | My Gentleman Friend                                                 |
| 1960              | Dakota Staton                                                     | Sings Ballads and the Blues                                         |
| 1961              | Vic Dana                                                          | This Is Vic Dana                                                    |
| 1961              | Betty Roché                                                       | Lightly and Politely                                                |
| 1962              | Etta James                                                        | Sings for Lovers                                                    |
| 1962              | Lena Horne                                                        | Lena on the Blue Side                                               |
| 1963              | Rosemary Clooney                                                  | Love                                                                |
| 1963              | Nancy Wilson & Orchester Gerald Wilson                            | Yesterday’s Love Songs - Today’s Blues                              |
| 1964              | Johnny Nash                                                       | Composer’s Choice                                                   |
| 1965              | Barbra Streisand                                                  | My Name Is Barbra                                                   |
| 1965              | Svend Asmussen & Stéphane Grappelli                               | Two of a Kind                                                       |
| 1967              | Helen Merrill                                                     | Autumn Love                                                         |
| 1968              | Julie Andrews                                                     | Star!                                                               |
| 1969              | Ray Charles                                                       | Single                                                              |
| 1969              | Ann Burton with The Louis Van Dyke Trio                           | Ballads and Burton                                                  |
| 1975              | Rita Reys, Rogier van Otterloo                                    | The George Gershwin Songbook                                        |
| 1978              | Willie Nelson                                                     | Stardust                                                            |
| 1978              | Benny Goodman                                                     | Live at Carnegie Hall - 40th Anniversary Concert                    |
| 1981              | Nikka Costa                                                       | Nikka Costa                                                         |
| 1982              | Michael Tilson Thomas, Sarah Vaughan, Los Angeles Philharmonic    | Gershwin Live!                                                      |
| 1983              | Linda Ronstadt                                                    | What's New                                                          |
| 1984              | Carol Sloane                                                      | A Night of Ballads                                                  |
| 1985              | Michael Feinstein                                                 | Pure Gershwin                                                       |
| 1986              | Laila Dalseth & Al Cohn                                           | Travelling Light                                                    |
| 1987              | Kiri Te Kanawa, John McGlinn & The New Princess Theater Orchestra | Kiri Sings Gershwin                                                 |
| 1988              | Sting                                                             | Single                                                              |
| 1989              | Don McLean                                                        | For the Memories - Volumes 1 & 2                                    |
| 1991              | Kenny Rankin                                                      | Because of You                                                      |
| 1991              | Toots Thielemans & Shirley Horn Trio                              | For My Lady                                                         |
| 1993              | Charlie Watts                                                     | Warm & Tender                                                       |
| 1993              | Etta Jones                                                        | Reverse the Charges                                                 |
| 1994              | Elton John                                                        | The Glory of Gershwin                                               |
| 1994              | Peter Nero & Friends                                              | It Had to Be You                                                    |
| 1996              | Andy Bey                                                          | Ballads, Blues & Bey                                                |
| 1998              | Susannah McCorkle                                                 | Someone to Watch Over Me - The Songs of George Gershwin             |
| 1998              | Sinéad O’Connor                                                   | Red Hot + Rhapsody - The Gershwin Groove                            |
| 1998              | Holly Cole Trio                                                   | Treasure 1989-1993                                                  |
| 1999              | Patti Austin                                                      | Street of Dreams                                                    |
| 2000              | Tom Keane                                                         | I Love a Gershwin Tune                                              |
| 2003              | Rod Stewart & Queen Latifah                                       | As Time Goes By… The Great American Songbook Volume II              |
| 2003              | Caroline Henderson                                                | Don't Explain                                                       |
| 2004              | Krzysztof Krawczyk                                                | Mona Lisa – Amerykańskie piosenki                                   |
| 2005              | John Stevens                                                      | Red                                                                 |
| 2006              | Gladys Knight                                                     | Before Me                                                           |
| 2007              | Art Garfunkel                                                     | Some Enchanted Evening                                              |
| 2008              | Amy Winehouse                                                     | Frank                                                               |
| 2008              | Theis Jensen with Søren Kristiansen Trio                          | Songs to Remember Too                                               |
| 2008              | Take 6                                                            | The Standard                                                        |
| 2009              | Cœur de Pirate & Ben Charest                                      | Nos stars célèbrent le jazz à Montréal                              |
| 2010              | Brian Wilson                                                      | Brian Wilson Reimagines Gershwin                                    |
| 2010              | Rebecca Martin                                                    | When I Was Long Ago                                                 |
| 2011              | Cheryl Bentyne                                                    | The Gershwin Songbook                                               |
| 2012              | Lyambiko                                                          | Lyambiko Sings Gershwin                                             |
| 2012              | Tok Tok Tok                                                       | Gershwin With Strings                                               |
| 2012              | Rachael MacFarlane                                                | Hayley Sings                                                        |
| 2013              | Clare Teal & Grant Windsor                                        | And So It Goes                                                      |
| 2014              | Ann Hampton Callaway                                              | From Sassy to Divine - The Sarah Vaughan Project                    |
| 2016              | Megan Hilty                                                       | Live at the Café Carlyle                                            |
| 2016              | Kristin Chenoweth                                                 | The Art of Elegance                                                 |
|                   | Billy Butterfield                                                 |                                                                     |

#### Instrumental
| Jahr der Aufnahme | Künstler                                                        | Album / Single                                                                               |
| ----------------- | --------------------------------------------------------------- | -------------------------------------------------------------------------------------------- |
| 1927              | George Olsen and His Music                                      | Single                                                                                       |
| 1941              | Eddy Duchin                                                     | Duchin-Gershwin                                                                              |
| 1951              | Artie Shaw and His Orchestra                                    | Single                                                                                       |
| 1951              | David Rose and His Orchestra                                    | David Rose and His Orchestra Play the Music of George Gershwin                               |
| 1954              | Al Haig Quartet                                                 | Al Haig Quartet                                                                              |
| 1955              | Jimmy Raney                                                     | 1955                                                                                         |
| 1955              | Bud Powell                                                      | Jazz Original                                                                                |
| 1955              | Charlie Shavers                                                 | Gershwin, Shavers and Strings                                                                |
| 1955              | Georgie Auld                                                    | I've Got You Under My Skin                                                                   |
| 1955              | Carmen Cavallaro                                                | Music at Midnight                                                                            |
| 1955              | Donald Byrd                                                     | Byrd's Word                                                                                  |
| 1956              | Seldon Powell                                                   | Seldon Powell                                                                                |
| 1956              | The Bob Brookmeyer - Zoot Sims Quintet                          | Today's Jazz                                                                                 |
| 1957              | Art Farmer with the Quincy Jones Orchestra                      | Last Night When We Were Young                                                                |
| 1957              | Ernie Henry Quartet                                             | Seven Standards and a Blues                                                                  |
| 1957              | Winifred Atwell with Ted Heath and His Music                    | Rhapsody in Blue                                                                             |
| 1958              | Tete Montoliu y su cuarteto                                     | Tete Montoliu y su cuarteto, Volumen 1                                                       |
| 1958              | The Curtis Counce Quintet                                       | Exploring the Future                                                                         |
| 1958              | Bud Shank, Len Mercer Strings                                   | I'll Take Romance                                                                            |
| 1959              | The Benny Carter Quartet!                                       | Swingin' in the '20s                                                                         |
| 1959              | Johnny Hodges and His Strings                                   | Johnny Hodges and His Strings Plays the Prettiest Gershwin                                   |
| 1961              | Gene Ammons                                                     | Nice an' Cool                                                                                |
| 1961              | Pierre Spiers Sextette avec Stéphane Grappelli                  | Nocturne                                                                                     |
| 1962              | Roland Kirk                                                     | Domino                                                                                       |
| 1964              | Willis Jackson                                                  | 'Gator Tails                                                                                 |
| 1964              | Earl Grant                                                      | Just for a Thrill                                                                            |
| 1965              | Peter Nero                                                      | Career Girls                                                                                 |
| 1966              | Putte Wickman, Sivuca                                           | Putte Wickman Meets Sivuca                                                                   |
| 1966              | Lawrence Welk & Johnny Hodges                                   | Lawrence Welk & Johnny Hodges                                                                |
| 1968              | Oscar Peterson                                                  | My Favorite Instrument                                                                       |
| 1968              | Enoch Light and The Light Brigade                               | The Best of Hollywood - Movie Hits '68-'69                                                   |
| 1970              | Ben Webster                                                     | Webster's Dictionary                                                                         |
| 1975              | Stéphane Grappelli & The Diz Disley Trio                        | On the Road                                                                                  |
| 1975              | Zoot Sims                                                       | Zoot Sims and the Gerswhin Brothers                                                          |
| 1977              | Doug Raney, Duke Jordan, Hugo Rasmussen, Billy Hart             | Introducing Doug Raney                                                                       |
| 1978              | André Persiani                                                  | As Time Goes By                                                                              |
| 1980              | Pee Wee Erwin                                                   | Pee Wee in New York                                                                          |
| 1980              | Eddie Higgins                                                   | Sweet Lorraine                                                                               |
| 1981              | Lance Hayward                                                   | Body and Soul                                                                                |
| 1983              | Carl Kress & George Barnes                                      | Two Guitars                                                                                  |
| 1984              | The Charlie Byrd Trio                                           | Isn't It Romantic                                                                            |
| 1985              | Jean-Pierre Rampal                                              | Fascinatin' Rampal                                                                           |
| 1986              | Pim Jacobs & Louis van Dijk Quintet                             | Fingers Unlimited                                                                            |
| 1987              | George Cables                                                   | By George - George Cables Plays the Music of George Gershwin                                 |
| 1988              | The Allen Toussaint Orchestra                                   | 'S Wonderful - 20 Great Gershwin Themes                                                      |
| 1988              | Paul Bley                                                       | Solo Piano                                                                                   |
| 1988              | Klaus Ignatzek                                                  | Gershwin Songs performed by Klaus Ignatzek                                                   |
| 1988              | Spike Robinson, Strings Arranged and Conducted by Jimmy Deuchar | The Gershwin Collection                                                                      |
| 1989              | Paul Motian                                                     | Paul Motian on Broadway - Vol. 1                                                             |
| 1989              | Roger Guérin, Henri Chenuet                                     | ... des chansons de Gershwin...                                                              |
| 1989              | McCoy Tyner                                                     | Revelations                                                                                  |
| 1994              | Marcus Roberts                                                  | Gershwin for Lovers                                                                          |
| 1994              | Joe Pass                                                        | Songs for Ellen                                                                              |
| 1994              | Chick Corea                                                     | Expressions                                                                                  |
| 1995              | Michael Moore Trio                                              | Michael Moore Trio Plays Gershwin                                                            |
| 1995              | John Arpin                                                      | Someone to Watch over Me                                                                     |
| 1996              | Brad Terry                                                      | Brad Terry Plays Gershwin                                                                    |
| 1996              | The Ted Rosenthal Trio                                          | Rosenthology                                                                                 |
| 1996              | Chico Freeman                                                   | Still Sensitive                                                                              |
| 1997              | Dick Wellstood                                                  | Dick Wellstood Live at the Sticky Wicket - Commerating the Tenth Anniversary of Dick's Death |
| 1997              | Eddie Higgins Trio                                              | Haunted Heart                                                                                |
| 1998              | Bob Brookmeyer, Netherlands Metropole Orchestra                 | Out of This World                                                                            |
| 1998              | Fabio Zeppetella, Emmanuel Bex, Roberto Gatto                   | A Tribute to Wes Montgomery                                                                  |
| 1999              | Art Blakey                                                      | Different Drummers                                                                           |
| 1999              | Keith Jarrett                                                   | The Melody at Night, with You                                                                |
| 2000              | Johnny Griffin with Horace Parlan                               | Close Your Eyes                                                                              |
| 2001              | Joe Temperley                                                   | Easy to Remember                                                                             |
| 2001              | Bucky Pizzarelli                                                | One Morning in May                                                                           |
| 2003              | Mark Soskin                                                     | Homage to Sonny Rollins                                                                      |
| 2003              | Alan Barnes                                                     | If You Could See Me Now - The Alto Saxophone of Alan Barnes                                  |
| 2003              | John Etheridge                                                  | Chasing Shadows                                                                              |
| 2004              | Chris Botti                                                     | When I Fall in Love                                                                          |
| 2004              | Brad Mehldau                                                    | Live in Tokyo                                                                                |
| 2005              | Michel Camilo                                                   | Solo                                                                                         |
| 2008              | Martin Taylor                                                   | Double Standards                                                                             |
| 2014              | Massimo Faraò Trio                                              | Luiza                                                                                        |

## Verwendung in Musical und Theater
In folgenden weiteren Musicals und Theaterproduktionen wird der Song verwendet:
- Der Song wird im Musical Crazy for You von Ken Ludwig mit der Musik von George Gershwin und dem Liedtext Ira Gershwins gesungen.
- Das Theaterstück Someone Who'll Watch Over Me von Frank McGuinness nimmt Bezug auf den Song.

## Verwendung in Film und Fernsehen
Der Song war unter anderen Soundtrack in folgenden Filmen:
- Rhapsody in Blue (1945, gesungen von Joan Leslie)
- Young at Heart (1954, gesungen von Frank Sinatra)
- Three for the Show (1955, gesungen von Marge Champion)
- Beau James (1957, gesungen von Vera Miles)
- The Helen Morgan Story (1957, gesungen von Ann Blyth)
- Star! (1968, gesungen von Julie Andrews; bei Star! handelt es sich um die Verfilmung der Biografie von Gertrude Lawrence)
- Someone to Watch Over Me (1987, gesungen von Sting)
- Cider House Rules (1999, gespielt von George Gershwin)
- Someone to Watch Over Me (Liebe inmitten der Sterne) Star Trek Voyager Staffel 5 Episode 22 (28. April 1999)